# 温泉あんま芸者
『温泉あんま芸者』（おんせんあんまげいしゃ）は、1968年の日本映画。製作：東映京都撮影所、配給：東映。公開時はR-18（成人映画）指定だったが、2019年の再審査ではG指定となっている。
石井輝男監督による『徳川女系図』に続く"異常性愛路線"第2弾で、"東映温泉芸者シリーズ"第一弾。

## あらすじ
北陸最古の秘湯・粟津温泉を舞台に、芸者とあんまの職能を合わせ持つあんま芸者が、スケベな男たちを相手にお色気と㊙を武器にがっちり稼ぎまくる。

## キャスト
- 吉岡先生：吉田輝雄
- 千代：橘ますみ
- 富丸：三原葉子
- 雛奴：三島ゆり子
- 雪子：高倉みゆき
- 玉栄：英美枝
- 蔦子：賀川雪絵
- 梅子：應蘭芳
- すみ：小島恵子
- とんぼ：辰巳典子
- 武：南道郎
- 黒島：芦屋雁之助
- 品川：金子信雄
- 野毛親分：上田吉二郎
- 横谷先生：南都雄二
- 和尚：由利徹
- 本寺の執事：中村錦司
- 横谷の妻の娘：美波節子
- 係官：唐沢民賢
- 武を捕える警官：山本昌平
- 保健課長：人見きよし
- 衛生課長：茶川一郎
- 係長：小島慶四郎
- マッサージの客：清水正二郎[11]
- マッサージの客：田中小実昌[11]

## スタッフ
- 監督：石井輝男
- 企画：岡田茂、天尾完次
- 脚本：石井輝男、内田弘三
- 撮影：吉田貞次
- 音楽：八木正生
- 美術：矢田精治
- 照明：北口光三郎
- 録音：溝口正義
- 編集：神田忠男

## 製作

### 企画
企画、及びタイトル命名は岡田茂東映京都撮影所長兼企画製作本部長。東映ポルノのタイトルは本作も含め全て岡田の命名といわれる。"くノ一もの"、"㊙もの"など、一連のエロものでヒットを飛ばした岡田が、石井輝男を招聘して製作した『徳川女系図』に続き、石井のためのエロ企画として用意したのが、大映が1963年から1964年に製作して人気を博した"温泉シリーズ"をパクった"温泉芸者もの"であった。"東映温泉芸者シリーズ"は、ハレンチ度も女優の悩殺度も大映版とは比較にならない程で、当時の映画誌に「東映『温泉あんま芸者』のピンクなることの表面に押し立てること、大映の『温泉芸者』の頃とは考えられなかった内容で、時勢が大きく変わったことが感じられる」と評された。これまでも成人指定を受けたメジャー作品はたくさんあったが、それらの性愛描写は間接的な表現が大半で、女性の裸や濡れ場がたくさん出るということではなかった。ピンク映画の専門館ではなく、全国数百館の大手映画会社の封切館で女性の裸が大量に露出するような映画が掛かった最初のケースで、『徳川女系図』は大人番組の最中の公開で問題はなかったが、本作は1968年の夏興行でもあり、本作の後、怪談映画を挟んで上映されたのが、文部省選定だった『太陽の王子 ホルスの大冒険』や『ウルトラセブン』『魔法使いサリー』『ゲゲゲの鬼太郎』のラインアップだった東映まんがまつり（東映漫画オンパレード）で、当時の封切館は次回予告も合わせた看板やポスター、暖簾等が掛けられていたから、これではピンク映画を見に行った者は白眼視されるし、劇場もご家族動員がやりにくくなるなど興行方法の見直し議論が初めて起きた。
『徳川女系図』でフンドシ女優が話題を呼んだため、最初に岡田の付けたタイトルは『温泉ふんどし芸者』であったが、映倫からクレームで、『温泉あんま芸者』に変更した。すると大映の斉藤米二郎プロデューサーが「ウチの『温泉芸者』と『温泉あんま』をミックスしただけじゃないか」とこれまたクレームを付けた。温泉あんま芸者は今日失われた風俗とされるが、1957年の売春防止法施行と1958年の赤線廃止で、職場を失った娼婦たちが全国各地の温泉場で芸者やマッサージ嬢に身をやつし客室に入り込み、自由恋愛という名目で正当化された脱法行為を行った娼婦のことで、高度経済成長期に団体旅行がブームになり、男の遊び場として企業や町内会、商店街など、温泉観光地への男だけの団体旅行が盛んに実施され、宿泊地のニーズとして温泉あんまは増えていた。　
"不良性感度"を標榜する岡田の、エロ映画への最初のアプローチは「東映任侠路線」第一作『人生劇場 飛車角』とさほど時期が変わらない1963年11月公開の『五番町夕霧楼』であった。以降エロ映画の製作を単発的に続け、「東映好色新路線」としてエロ映画を大手映画会社で初めて路線化する方針を打ち出したのは1965年のことだった。しかし役者に出演を嫌がられるなど思うように路線化は進まず。1965年の段階で企画に挙げていた『大奥㊙物語』が1967年11月に公開され大ヒットしたため、ようやく路線化する態勢が出来た。

### 演出
石井輝男は1965年に『網走番外地』の第一作を撮った後、東映の慰留に応じずフリーになっており、以降東映とは本数契約だった。このため当時の監督料は脚本・監督料込みで一本200万円だったとされる。本作と同じ年に岡田が『不良番長』を始めようとした際に、監督にやはりフリーの井上梅次の招聘を決めていたら、吉田達プロデューサーが「井上さんだと演出250万円、脚本150万円の計400万円とられますよ。本部長は2400万円で作れって言いますけど監督に400万円も取られたら出来ません。（東映)社員の野田幸男なら15万円で済みますよ」と進言し、岡田が「よし、じゃあ野田でいけ」と監督が野田に変更になったという笑い話があり、石井の監督料200万円は当時としては高額のギャラだった。当時、鶴田浩二で年間6本で2000万円、高倉健がギャラ闘争で三年間無契約後の1967年秋に、一本450万円とされる契約を勝ち取ったところだった。　

### キャスティング
東映の専属女優は思ったように脱いでくれないため、岡田はピンクプロダクションのヌード専門女優を大量に引き抜き、1968年5月公開の『徳川女系図』に起用した。当時映連が「日本映画の不振の原因はピンク映画が巷に溢れているからだ」と「ピンク映画一掃！」の旗印を掲げていた矢先に、邦画五社の先鋒である東映が外注のピンク女優をトップスターから脇役まで引き抜いて裸にするというゲリラ戦を展開したため、映連としても上げた拳のやり場に困り、ピンク業界はカンカンに怒った。このような岡田の好き放題を大川博東映社長が何故咎められなかったのかというと、岡田が1964年2月に東映京都撮影所所長に復帰する際、大川から「京都がガタガタになりそうだからお前が京都に行ってくれないと東映そのものがおかしくなる」と言われ、「それならすべて私に任せて下さい。荒治療しますけどいいですね」と大川から指揮権移譲の承認を取り付け、京都撮影所所長に就任した経緯があり、東映京都作品の企画の全ての決定権を持たせていたため大川も口を出せなかった。とは言っても大川の顔を立てるため、岡田は本作からは自前（東映専属）のヌード女優を育成してエロ路線を充実させろと指示した。岡田はずっと東映の専属女優を脱がそうと画策した人で、本作で岡田の毒牙にかかったのが橘ますみであった。橘は当時東映入社まだ一年余で、岡田は清純派女優として売り出そうと自身の企画だったテレビドラマ『大奥』（フジテレビ/関西テレビ）にいたいけなヒロイン・お楽の方に起用していた。しかし『温泉あんま芸者』がキャスティングに難航したため、小柄ながら胸の大きい橘に目を付け、『大奥』出演でお茶の間の人気をさらっていた橘を第4回放送で降ろし、意図的に1ヵ月仕事を与えず干した。橘の不安がピークに達した頃合いを見て「君の主役で映画を一本撮る。でも脱ぐ役だよ」と橘を口説き、橘は一も二もなく承諾、今にいうMeToo案件により本作のヒロインに抜擢された。橘の本作出演は「橘ますみもピンクで勝負」「清純ムードに決別」「お色気発散に意欲」などと宣伝された。本作では唯一、バージンを守り通す役のためさほど脱がないで済み事なきを得たが、石井作品2度目の起用だった1969年1月公開の『残酷・異常・虐待物語 元禄女系図』では、石井に言葉たくみに口説かれ、初めてヌードになった。橘は泣きべそをかき「でも若尾さんや南田さんも昔は性典映画に出ていたんだもの、私もがんばるわ！」と意地を張った。"東映お色気路線のエース""東映ポルノ初期のエース"橘ますみはこうして誕生し、以降、石井作品の常連女優の一人となって脱ぎまくり、週刊誌のグラビアなどでもヌードがたくさん掲載され、1969年の東映カレンダーの表紙を飾る人気女優になった。母親は娘の女優業に終始猛反対で、本作撮影中の粟津温泉に「みっともない！ギャラぶんのお金はお母さんが払うからすぐ帰ってらっしゃい」と電話してきたという。
吉田輝雄、三原葉子、高倉みゆきと新東宝組が演技陣の要でしめる。三原は石井が新東宝時代に積極的に起用したグラマー女優。
処女膜手術の好きなあんま芸者を演じる賀川雪絵は日活の俳優だった西春彦の娘で、関西芸能学院在学中から大映の端役で出演後、本名の西尋子で、『大怪獣決闘 ガメラ対バルゴン』などに出演したが、さっぱり売れず。『徳川女系図』に同じテアトル・ド・ポッシュ所属の吉田輝雄が主役に抜擢されたことから、バーターで賀川雪絵と改名して東映と専属契約を結び、同作に出演した。脱ぎっぷりのよさから石井に気に入られ、本作も含め以降、石井作品の常連女優になった。石井の現場はハードで、女優に対して厳しい演技指導をするためたいていの女優に逃げられ、女優が不足し、石井と助監督の荒井美三雄の二人で京都の街に繰り出し修学旅行生までナンパしていたといわれ、賀川のような常連女優は珍しかった。石井演出について「頭の中でアイデアが膨らんで凄い才能。台本にないことをやらされるから最初は本番になるとビックリした。あの時代にめちゃくちゃショッキングだった」などと話している。
三島ゆり子は東映の専属女優ながら1964年の『くノ一忍法』で中島貞夫が汗だくで「裸になってくれ」と口説き、以降はお色気路線で豊満な肉体を都度都度披露した。"スペシャルあんま芸者"を演じる應蘭芳は、『11PM』（日本テレビ制作版）のアシスタントとして人気があった。辰巳典子はピンク映画の人気女優。"ピンク映画の女王"内田高子は『徳川女系図』で「宣伝のためだけにキモノをムシリとられた。わたしの役柄の希望はチットモ聞いてきれない。ハダカはもうゴメンです」などと、本作を蹴り、日活の『艶説 明治邪教伝』に出演した。『徳川女系図』に続いて出演したピンク女優も本作で浴場で素っ裸の格闘をする見せ場のシーンには驚いて、その場面の出演を拒否する者も出た。 
内股のカニの入れ墨で男の股間を襲う秘技"カニバサミ"を駆使するあんま芸者役に難航していたところ、石井自ら街へスカウトしたのが英美枝(はなぶさみえ)。銀座を歩いていた英に「お嬢さん、私の映画で脱いでみる気はありませんか」と誘い「ええやってみます」と英は堂々とスカウトに応じた。英は既にCMや映画の端役で少し出ていて素人ではなかったが、やや太めの身長157cm、B93cm、W65cm、H94cmで当時19歳。「わたしは名もない役者ですから肉体で勝負します。からだだけはほかの女優さんには負けません。だから脱ぐんです」と話す度胸のよさだった。撮影前にトルコ嬢を呼んで出演女優全員がマッサージの初歩のレッスンを受けた。

### 撮影
『徳川女系図』で女優にフンドシをつけさせ相撲を取らせ世間を騒がせたため、東映製作のそのエロ第二弾に撮影を打診された石川県粟津温泉では、ロケに協力するかどうか観光協会が総会を開く騒ぎになった。年寄り連中は「エゲツなさ過ぎる。こんな映画を撮られては、温泉の逆宣伝にしかならない」「映画が上映されると作りものと現実を混同され、無理無体な注文をする客が出るのは目に見えている」などと猛反対した。しかし若手旅館経営者たちは「所詮、ドラマはドラマ。温泉地にお色気はつきもの。このチャンスを逃すことはない」と反論し、表決の結果、14対2で反対派が敗れ、二週間以上のオールロケが実現した。『徳川女系図』のヒット中にクランクインしたとされるため、粟津温泉入りは1968年5月上旬ということになる。製作費も安上がりの上、スタッフ・キャストは至れり尽くせりで、東映スタッフはごきげんだったという。乱痴気パーティの撮影にあたり、石井のアイデアで「エキストラとして出演して下さる方は、食事代はタダ、その上芸者のストリップも見られます」と宣伝を打ち、一般客を募集した。すると地元のオジサンや観光客が150人集まり、素人が酔客になって芸者に扮した女優たちのオッパイを吸うわ、パンティに手を突っ込むわの大ハッスルで乱痴気撮影を終えた。エロ映画は当時の映画界の流行ではあったが、メジャー映画会社はここまではやらなかったため、これを観たピンクプロダクション関係者が「ドギツイ。ボクらの映画と変わりないよ」と嘆いた。
清水正二郎が『小説倶楽部』、田中小実昌が『週刊大衆』にそれぞれ自身の本作撮影体験レポートを載せた。清水は愛人を連れて行きつつ女優の一人を落としたと豪語。田中は粟津温泉に到着するなり撮影が始まり、賀川雪絵を相手にマッサージシーンの撮影。賀川は身長170センチ近い当時としては珍しい大柄な女優で、当時20歳。照明に取り囲まれ暑すぎたが半裸の若い女優に実際にエロマッサージを受け、極楽気分で、石井監督から「そろそろ、あやしげなことにかかって下さい」と声が飛んだ。「え？..あやしげなことって..どの程度ですか？」と石井に聞いたら「どの程度でもいいですよ。ご遠慮なく」といわれた。仕方なく(？)賀川にバッチリ抱きつき触り放題のキスのし放題。当然撮影は何度も繰り返されるから何度したか分からないほどキスをした。撮影が終わると賀川は陰でそっと唇を拭いていたという。

## 宣伝
粟津温泉の大浴場に新聞・雑誌記者を集めて撮影会が行われ、記者の前で女優たちがヌードになり、お色気をフル活用した宣伝活動が行われた。プレスのキャッチフレーズは「サービス満点…パンチ力絶大のピンク攻撃第二弾。ウルトラ・ボインからハレンチ・テクニック、温泉あんま芸者のビックリ、セックス作戦」で、三原葉子、三島ゆり子、高倉みゆき、賀川雪絵、應蘭芳と、錚々たるメンバーのピンク出演をアピールした。

## 作品の評価

### 興行成績
一億円以上を挙げるヒット。当時は1億円でもヒットだった。

### 批評家によるレビュー
結城昌治は「とにかく呆れ、嘆き、憤慨した。ピンク女優に芸を求めての不満ではない。容易な製作態度に呆れたのだ。不見転芸者と芸者風を装ったあんま娼婦を軸に話が展開されるが、これといったストーリーもなく、これといった演出もない。ただバカバカしく、下劣なクスグリが一部の客を笑わせたほかは、ユーモアのかけらもない。女優の裸を見せればいいだろうという魂胆かどうか、客を舐めているとしか思えない。『徳川女系図』は当たったそうだが、こんなもので商売が続くと思ったら大間違いだ。これが場末のストリップなら「もっとマジメにやれ！」と野次り倒されるところだ。わたしは映画が好きだから、こんなものを作ってもらいたくない。天下の東映が、かつての新東宝の呼び物を俳優付きで移籍させたような映画を作るなんて、それだけでも侘しい。私が見たのは封切翌日のウィークデーの昼間だったが、客席の入りは四分の三と映画不振の近頃では珍しくよかった。しかし数字に現れぬ信用の失墜ということを併せて考えた場合、そのマイナスは今後にわたって響くという計算をしなければなるまい」などと酷評した。

### 影響
1968年は東映内のゴタゴタが表面化した年で、本作製作中と見られる1968年5月17日付けで岡田茂は製作の最高責任者・企画製作本部長に就任し、公開後の1968年8月31日付けで東映映画全ての製作・配給・興行までを統轄する映画本部長に就任した。この大幅な昇進人事は、岡田が東映を辞めて実家の酒屋を継ぐ、映画会社やテレビ局、電通、博報堂などが岡田の引き抜きを狙っている、岡田の兄貴分五島昇が岡田のために映画会社を作って独立させる等の噂が流れたためで、大川博社長は岡田を東映に残すには一映画会社の社長の立場に匹敵する大きな権限を与えるしかなかった。岡田に自分の思い通りの映画作りが出来る状況が生まれ、ここからエロと暴力が一層強化されることになった。次いで1971年1月に映画本部長兼テレビ本部長に就任し、映画、テレビ、動画、教育映画と東映の映像製作部門の全権を掌握。このポストのまま社長に就任したため、東映では数十年もの間、岡田好みの映像作品しか製作されない状況が生まれた。"温泉芸者もの"も岡田が気に入ったこともあり路線化されている。

## 同時上映
『帰って来た極道』
- 主演 - 若山富三郎 / 監督 - 山下耕作
- 若山富三郎主演の「極道シリーズ」第二作